# Serinus alario
L'alario (Serinus alario (Linnaeus, 1758)) è un uccello passeriforme della famiglia Fringillidae.

## Etimologia
Il nome scientifico della specie, alario, deriva dalla corruzione della parola latina alarius o alaris, "riferito all'ala".

## Descrizione

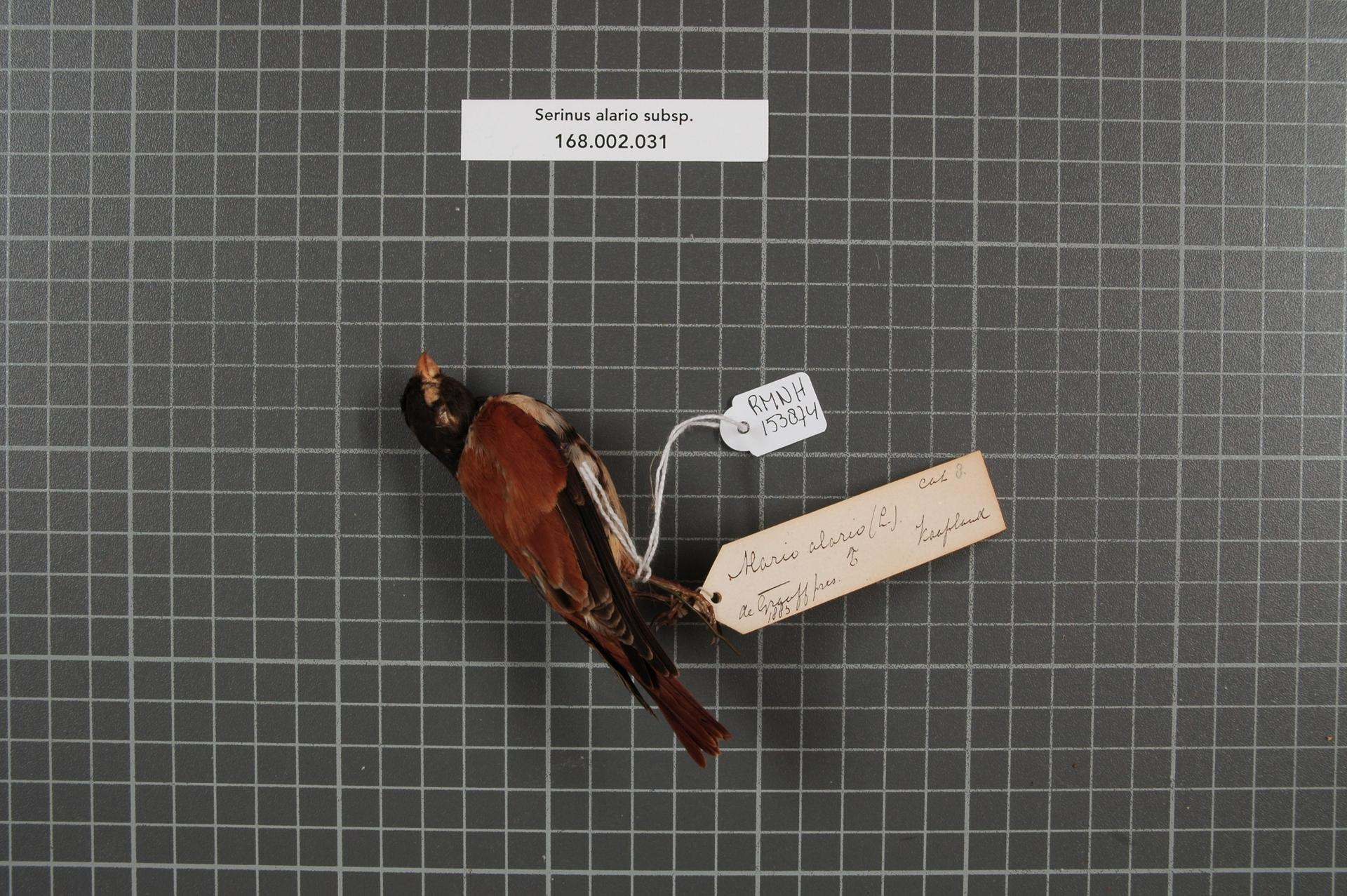
Maschio impagliato.

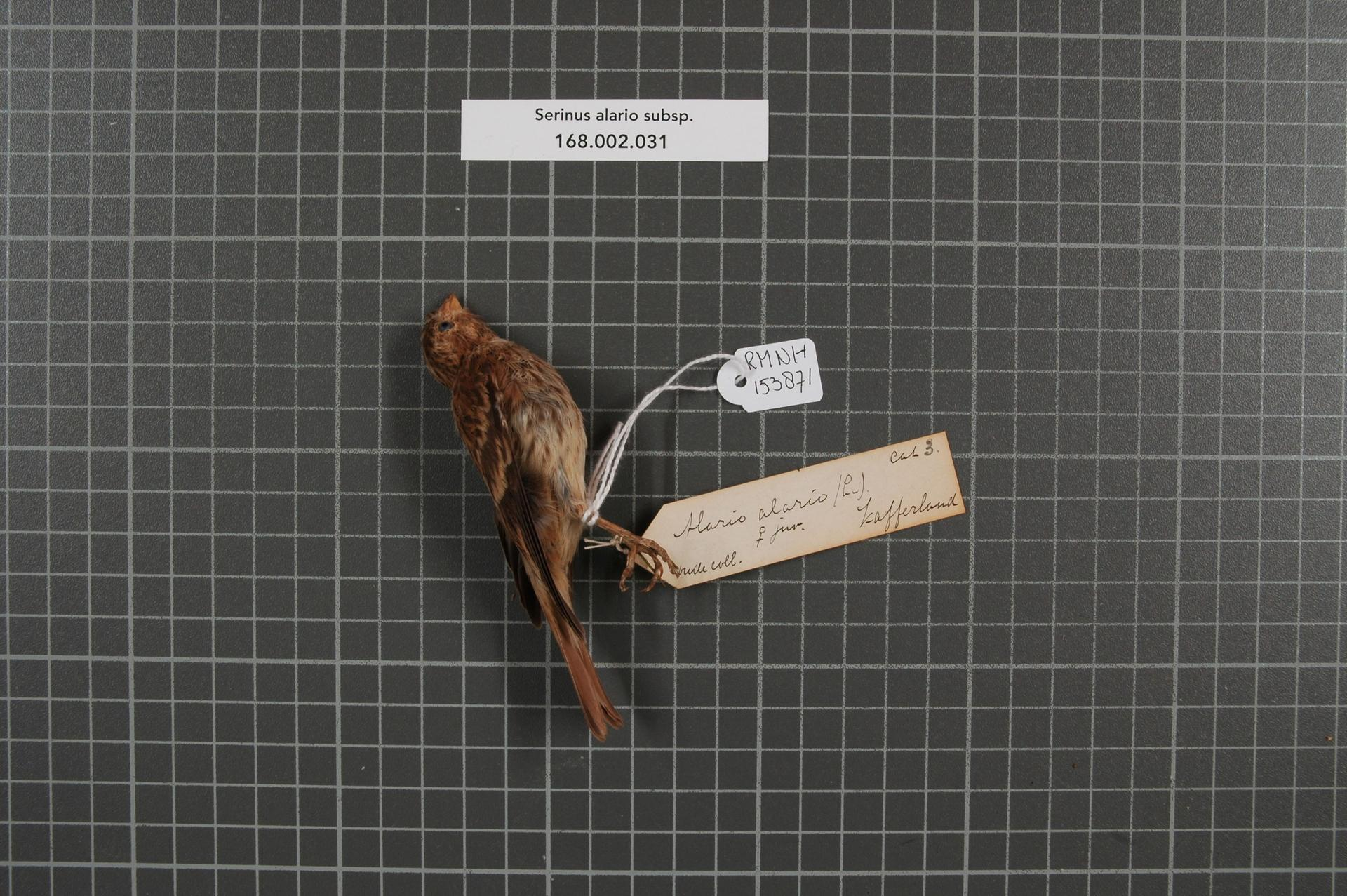
Femmina impagliata.

### Dimensioni
Misura 12–13 cm di lunghezza, per un peso di 11-14 g.

### Aspetto
Si tratta di uccelletti dall'aspetto robusto, muniti di testa arrotondata, becco corto e conico, ali appuntite e coda dalla punta lievemente forcuta.
Il piumaggio è piuttosto peculiare, in quanto, a differenza di tutte le altre specie congeneri, manca del lipocromo giallo in ambedue i sessi, pur sussistendo comunque un dimorfismo sessuale ben evidente. Nei maschi, infatti, la testa ed il petto sono neri, col nero che prosegue dal petto verso i fianchi: questi ultimi sono bianchi, così come nuca, spalle (ad orlare l'area nera), ventre e sottocoda. Dorso, ali, codione e coda sono di color bruno nocciola, con le remiganti dalle punte nere. I maschi della sottospecie leucolaemus presentano anche sopracciglio, area perioculare, guance e gola di colore bianco. In ambedue le sottospecie, invece, le femmine mancano completamente del nero cefalico e del bruno dorsale, mostrando una livrea un più sobria e dominata dorsalmente dai toni del grigio-brunastro e ventralmente dal bianco-grigiastro.

In ambedue i sessi, il becco è di colore grigio-nerastro (più chiaro sulla punta, dove diviene di color carnicino), gli occhi sono di colore bruno scuro e le zampe sono di colore carnicino-nerastro.

## Biologia

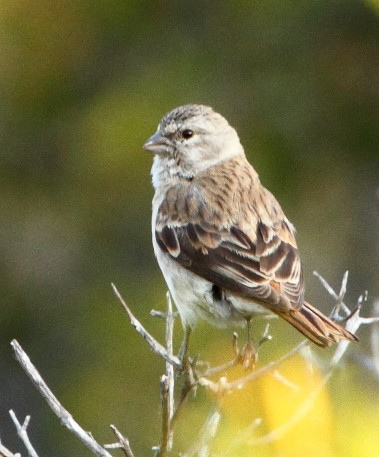
Femmina nel Capo Settentrionale.

Si tratta di uccelletti diurni e vivaci, che si muovono all'infuori della stagione riproduttiva in stormi anche di 200 componenti, i quali passano la maggior parte della giornata alla ricerca di cibo fra il suolo, i cespugli e l'erba alta, tenendosi in contatto con richiami fischianti.
Il canto dei maschi, a differenza di quello di gran parte dei fringillidi (e la cosa acquista particolare evidenza in quanto l'alario è un parente stretto dei canarini, universalmente noti per il canto melodioso), è piuttosto sgraziato.

### Alimentazione
La dieta di questi uccelli è essenzialmente granivora, componendosi in massima parte di semi di una varietà di piante erbacee e arbustive: essi mangiano tuttavia anche bacche, frutti, germogli e infiorescenze, oltre che piccoli insetti e larve, sebbene piuttosto sporadicamente assumano cibo di origine animale.

### Riproduzione
La stagione riproduttiva va da luglio ad aprile: si tratta di uccelli monogami, coi maschi che attirano la compagna cantando da posatoi in evidenza e poi la corteggiano con voli di parata lenti e sfarfallanti.
La femmina viene accompagnata dal maschio durante la ricerca del materiale da costruzione per il nido, ma il partner non prende alcuna parte nella sua costruzione: il nido è a forma di coppa e viene ubicato alla biforcazione di un ramo a qualche metro dal suolo, utilizzando rametti e fibre vegetali per l'intelaiatura esterna e lanugine e piumino per foderarne l'interno. Al suo interno vengono deposte 3-6 uova, che la femmina cova da sola per circa due settimane: durante l'incubazione, il maschio rimane nei pressi del nido, cantando per scacciare eventuali intrusi ed occupandosi di procurare il cibo per sé e per la compagna.

I pulli, ciechi ed implumi alla schiusa, vengono accuditi da ambedue i genitori, che a turno li imbeccano e li tengono caldi: essi s'involano attorno alle tre settimane di vita, ma raramente si rendono del tutto indipendenti prima del mese e mezzo d'età.

## Distribuzione e habitat
L'alario abita l'Africa meridionale, occupando un areale che abbraccia grossomodo la zona costiera e l'immediato entroterra della Namibia centrale e meridionale, oltre ad un'ampia parte del Sudafrica occidentale e centrale e del Lesotho.
L'habitat di questi uccelli è rappresentato dalle aree rocciose secche e semiaride con presenza di distese erbose e macchie alberate e cespugliose.

## Tassonomia
Se ne riconoscono due sottospecie:

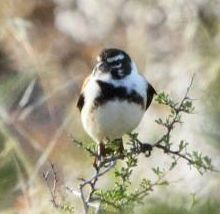
Maschio della sottospecie (per alcuni specie a sé stante) leucolaemus.

- Serinus alario alario (Linnaeus, 1758) - la sottospecie nominale, diffusa dalla Provincia del Capo Settentrionale centrale al Free State meridionale, e a sud fino al Karoo;
- Serinus alario leucolaemus (Sharpe, 1903) - diffusa in Namibia ed in Sudafrica nord-occidentale.

Alcuni autori riterrebbero giusto elevare la sottospecie leucolaemus al rango di specie a sé stante, col nome di Serinus leucolaema, tuttavia, sebbene permangano dubbi sullo status tassonomico di questa popolazione, attualmente si preferisce mantenerla come sottospecie.
A causa delle numerose differenze rispetto alle specie congeneri, specialmente a livello di livrea e vocalizzazioni, a più riprese l'alario è stato ascritto ad altri generi: già Linneo ascrisse la specie al genere Emberiza, sottintendendone una (infondata) parentela con gli zigoli. In seguito, questi uccelli sono stati spostati in Crithagra e poi in Serinus, dove permangono attualmente, sebbene alcuni autori ritengano più corretto spostare questi uccelli in un proprio genere monotipico (o con due specie, qualora si consideri la sottospecie leucolaemus come una specie a sé stante), Alario.